# 이동윤 (가수)
이동윤(李東錀, 1978년 5월 25일 ~)은 태사자의 서브보컬, 메인래퍼이다. 또, "도"라는 곡으로 김형준, 박준석, 김영민과 데뷔를 하였다.